# Gàrzola
Gàrzola es una localidad española del municipio leridano de Vilanova de Meyá, en la comunidad autónoma de Cataluña.

## Historia
A mediados del siglo XIX, el lugar tenía contabilizada una población de 22 habitantes. La localidad aparece descrita en el octavo volumen del Diccionario geográfico-estadístico-histórico de España y sus posesiones de Ultramar de Pascual Madoz de la siguiente manera: 

GARSOLA: l. con ayunt. en la prov. de Lérida (9 leg.), part. jud. de Balaguer (7 1/2), aud. terr. y c. g. de Cataluña (Barcelona 24), priorato de Meyá (1/2): sit. en un valle al pie del monte de su nombre: le combaten los vientos de E. y N., y el clima aunque no muy frió, es propenso á catarros, tercianas y gástrico-biliosas. Tiene 25 casas y una capilla titulada Ntra. Sra. de la Pesa y depende de la parr. de Argentera. Confina el térm. N. con Villanueva de Meyá; E. con el mismo y Argentera; S. con Chea, á 3/4 de leg. de cada uno, y O. con Vall de Iriet: se encuentran en él varias fuentes de buena calidad; y le cruzan 2 arroyos, uno que viene de la parte de Villanueva de Meyá, y otro de la de Sta. Maria, y ambos bañan por su der. este térm. y por su izq. el de Argentera. El terreno parte montuoso y parte llano, es tambien pedregoso y tenaz, encontrándose en él, en la parte de O. el monte llamado de Garsola y al E. el denominado de Comallonga poblados de matorrales, robles y algunos pinos. caminos: dirigen á Balaguer y Agramunt en mediano estado: la correspondencia se recoge en la carteria de Villanueva de Meyá por un espreso que mandan los interesados, lunes, miércoles y sábados, y sale martes, viernes y domingos. prod.: centeno, cebada, patatas, judias, cáñamo, vino y aceite: se cria ganado vacuno y lanar, y hay caza de perdices, conejos y liebres. pobl.: 4 vec., 22 alm. cap. imp.: 11,677 rs. contr.: el 14'28 por 100 de esta riqueza. presupuesto municipal: 330 rs., que se cubren por reparto vecinal.
(Madoz, 1847, p. 319)

Hoy día pertenece al municipio de Vilanova de Meyá. En 2022, la entidad singular de población tenía empadronados 40 habitantes y el núcleo de población 32 habitantes.